# Independência linear
Em álgebra linear, um conjunto {\displaystyle S} de vectores diz-se linearmente independente se nenhum dos seus elementos for combinação linear dos outros.

## Definição formal
Um subconjunto {\displaystyle S} de um espaço vectorial {\displaystyle V} diz-se linearmente dependente se existe um subconjunto finito {\displaystyle F} de {\displaystyle S} e escalares {\displaystyle \lambda _{v},v\in F,} não todos nulos, tais que {\displaystyle \sum _{v\in F}\lambda _{v}\ v=0.} O subconjunto {\displaystyle S} diz-se linearmente independente se para qualquer subconjunto finito {\displaystyle F} de {\displaystyle S} se tem {\displaystyle \sum _{v\in F}\lambda _{v}\ v=0\Rightarrow \lambda _{v}=0\,,\forall v\in F.} 
Nestas situações, diz-se também que os vectores do subconjunto {\displaystyle S} são linearmente dependentes (LD) ou linearmente independentes (LI), respectivamente. Com base nessa definição não é difícil de concluir que um subconjunto {\displaystyle S} é linearmente dependente se, e somente se, pelo menos um dos vetores do conjunto é combinação linear dos demais.

## Algoritmos de verificação

### Independência linear em conjuntos de vectores
Suponhamos que {\displaystyle \left\{{\vec {v_{1}}},{\vec {v_{2}}},\ldots ,{\vec {v_{n}}}\right\}} é um conjunto de vectores de {\displaystyle \mathbb {R^{m}} }, em que {\displaystyle n\leq m} e
{\displaystyle {\vec {v_{1}}}={\begin{bmatrix}v_{11}\\v_{21}\\\vdots \\v_{m1}\end{bmatrix}},} {\displaystyle {\vec {v_{2}}}={\begin{bmatrix}v_{12}\\v_{22}\\\vdots \\v_{m2}\end{bmatrix}},\ldots ,} {\displaystyle {\vec {v_{n}}}={\begin{bmatrix}v_{1n}\\v_{2n}\\\vdots \\v_{mn}\end{bmatrix}}.}
Ainda, fixemos as constantes {\displaystyle k_{1},k_{2},\ldots ,k_{n}\in \mathbb {R} }, tais que
{\displaystyle k_{1}{\vec {v_{1}}}+k_{2}{\vec {v_{2}}}+\ldots +k_{n}{\vec {v_{n}}}={\vec {0}}.}
Por definição, se {\displaystyle k_{1}=k_{2}=\ldots =k_{n}=0} for a única possibilidade para que a equação anterior seja verdadeira, então os vectores {\displaystyle {\vec {v_{1}}},{\vec {v_{2}}},\ldots ,{\vec {v_{n}}}} serão linearmente independentes. Por outro lado, se qualquer uma das constantes admitir um valor diferente de zero, então o conjunto de vectores será linearmente dependente.
Observe que podemos reescrever a equação
{\displaystyle k_{1}{\vec {v_{1}}}+k_{2}{\vec {v_{2}}}+\ldots +k_{n}{\vec {v_{n}}}={\vec {0}}}
como
{\displaystyle k_{1}{\begin{bmatrix}v_{11}\\v_{21}\\\vdots \\v_{m1}\end{bmatrix}}+k_{2}{\begin{bmatrix}v_{12}\\v_{22}\\\vdots \\v_{m2}\end{bmatrix}}+\ldots +k_{n}{\begin{bmatrix}v_{1n}\\v_{2n}\\\vdots \\v_{mn}\end{bmatrix}}={\begin{bmatrix}0\\0\\\vdots \\0\end{bmatrix}}.}
Efetuando as multiplicações, teríamos
{\displaystyle {\begin{bmatrix}k_{1}v_{11}\\k_{1}v_{21}\\\vdots \\k_{1}v_{m1}\end{bmatrix}}+{\begin{bmatrix}k_{2}v_{12}\\k_{2}v_{22}\\\vdots \\k_{2}v_{m2}\end{bmatrix}}+\ldots +{\begin{bmatrix}k_{n}v_{1n}\\k_{n}v_{2n}\\\vdots \\k_{n}v_{mn}\end{bmatrix}}={\begin{bmatrix}0\\0\\\vdots \\0\end{bmatrix}}}
que também poderia ser representada como segue
{\displaystyle {\begin{bmatrix}v_{11}&v_{12}&\ldots &v_{1n}\\v_{21}&v_{22}&\ldots &v_{2n}\\\vdots &\vdots &\ddots &\vdots \\v_{m1}&v_{m2}&\ldots &v_{mn}\end{bmatrix}}\cdot {\begin{bmatrix}k_{1}\\k_{2}\\\vdots \\k_{n}\end{bmatrix}}={\begin{bmatrix}0\\0\\\vdots \\0\end{bmatrix}}.}
Assim, temos uma equação matricial da forma {\displaystyle M{\vec {k}}={\vec {0}}}, em que
{\displaystyle M={\begin{bmatrix}v_{11}&v_{12}&\ldots &v_{1n}\\v_{21}&v_{22}&\ldots &v_{2n}\\\vdots &\vdots &\ddots &\vdots \\v_{m1}&v_{m2}&\ldots &v_{mn}\end{bmatrix}},} {\displaystyle {\vec {k}}={\begin{bmatrix}k_{1}\\k_{2}\\\vdots \\k_{n}\end{bmatrix}}} e {\displaystyle {\vec {0}}={\begin{bmatrix}0\\0\\\vdots \\0\end{bmatrix}}.}
Observe que a solução trivial ({\displaystyle {\vec {k}}={\vec {0}}}) é válida. Porém, é preciso descobrir se tal solução é única. Para isso, podemos resolver o sistema por meio de operações elementares nas linhas da matriz aumentada 
{\displaystyle {\begin{bmatrix}v_{11}&v_{12}&\ldots &v_{1n}&0\\v_{21}&v_{22}&\ldots &v_{2n}&0\\\vdots &\vdots &\ddots &\vdots &\vdots \\v_{m1}&v_{m2}&\ldots &v_{mn}&0\end{bmatrix}}}
Logo, o conjunto de vectores será linearmente independente, caso o sistema linear tenha unicamente a solução trivial (todas as constantes valendo {\displaystyle 0}), ou seja, se o sistema for classificado como possível e determinado (SPD). Porém, se houverem infinitas soluções, de modo que o sistema seja classificado como possível e indeterminado (SPI), então o conjunto de vectores será linearmente dependente.
Sendo assim, em {\displaystyle \mathbb {R^{m}} }, é possível descobrir se um conjunto de vectores é linearmente independente ou não por meio da resolução de um sistema homogêneo.

### Independência linear em colunas de matrizes
A partir de uma matriz {\displaystyle M}, pode-se verificar se suas colunas são linearmente independentes. Uma forma de realizar esta verificação, é por meio de uma equação da forma
{\displaystyle M{\vec {x}}={\vec {0}},}
a qual representa um sistema homogêneo na forma matricial, de modo que podemos definir se existem soluções não triviais para {\displaystyle {\vec {x}}}. Se houverem vectores não nulos para {\displaystyle {\vec {x}}} satisfazendo a equação {\displaystyle M{\vec {x}}={\vec {0}}}, então segue que as colunas de {\displaystyle M} são linearmente dependentes. Porém, caso a única solução seja {\displaystyle {\vec {x}}={\vec {0}}}, então segue que as colunas de {\displaystyle M} são linearmente independentes.

## Casos especiais
Em alguns casos, não é necessário utilizar os algoritmos citados anteriormente, pois apenas analisando os vectores do conjunto é possível classificá-lo como linearmente dependente. Vejamos alguns casos citados a seguir. 

### Vector nulo
Qualquer conjunto de vectores que contenha o vector nulo será linearmente dependente, mesmo que tal conjunto seja unitário, isto é, mesmo que tenha apenas um vector.
Por exemplo, suponha que {\displaystyle {\vec {u}}}, {\displaystyle {\vec {v}}} e {\displaystyle {\vec {w}}} sejam vectores não nulos de {\displaystyle \mathbb {R} ^{n}} e que {\displaystyle k_{1}}, {\displaystyle k_{2}},  {\displaystyle k_{3}} e {\displaystyle k_{4}} sejam constantes reais. Ainda, seja {\displaystyle {\vec {0}}} o vector nulo de {\displaystyle \mathbb {R} ^{n}}, de modo que
{\displaystyle k_{1}{\vec {u}}+k_{2}{\vec {v}}+k_{3}{\vec {w}}+k_{4}{\vec {0}}={\vec {0}}.}
Observe que fixando {\displaystyle k_{1}=k_{2}=k_{3}=0}, podemos variar {\displaystyle k_{4}} sem alterar o resultado da combinação, ou seja, as soluções para o sistema são infinitas. Generalizando esse raciocínio para uma quantidade arbitrária de vetores podemos concluir que qualquer conjunto de vectores que contenha o vector nulo é um conjunto linearmente dependente.

### Vectores múltiplos
Conjuntos de vectores que contenham dois ou mais vectores múltiplos escalares entre si são conjuntos linearmente dependentes. Isso decorre do fato de que, se existe algum vector do conjunto que é múltiplo de outro vector, então ele pode ser expresso como combinação linear dos demais vectores.
Por exemplo, sejam {\displaystyle a_{1},a_{2}\in \mathbb {R} } e {\displaystyle {\vec {u}},{\vec {v}},{\vec {w}}\in \mathbb {R^{2}} }, com {\displaystyle {\vec {u}}=(2a_{1},2a_{2}),} {\displaystyle {\vec {v}}=(a_{1},a_{2})}e {\displaystyle {\vec {w}}=(3a_{1},2a_{2})}. Note que {\displaystyle {\vec {u}}=2(a_{1},a_{2})=2{\vec {v}}}, ou seja, {\displaystyle {\vec {u}}} e {\displaystyle {\vec {v}}} são múltiplos e, portanto, temos a possível combinação linear {\displaystyle {\vec {u}}=2{\vec {v}}+0{\vec {w}}}. Logo, o conjunto {\displaystyle \left\{{\vec {u}},{\vec {v}},{\vec {w}}\right\}} é linearmente dependente.

### Número de vectores
Em um espaço vectorial de dimensão finita, se o número de vectores do conjunto a ser verificado for superior à dimensão do espaço vetorial, então o conjunto será linearmente dependente. Assim, um conjunto com {\displaystyle n} vectores em {\displaystyle \mathbb {R^{m}} } é linearmente dependente se {\displaystyle n>m}.
De fato, seja {\displaystyle V={\Big [}{\vec {v_{1}}}\quad {\vec {v_{2}}}\quad \ldots \quad {\vec {v_{n}}}{\Big ]}}  uma matriz de ordem {\displaystyle m\times n}, com  {\displaystyle {\vec {v_{1}}},{\vec {v_{2}}},\ldots ,{\vec {v_{n}}}\in \mathbb {R^{m}} } e {\displaystyle n>m}. Note que a equação 
{\displaystyle V{\vec {x}}={\vec {0}}}
é equivalente a um sistema de {\displaystyle m} equações e {\displaystyle n} incógnitas. Como {\displaystyle n>m}, haverá um número superior de variáveis do que equações e, portanto, o sistema linear homogêneo terá infinitas soluções. Deste modo, a equação {\displaystyle V{\vec {x}}={\vec {0}}} admite solução não trivial, caracterizando as colunas de {\displaystyle V} como linearmente dependentes. Logo, os vectores {\displaystyle {\vec {v_{1}}},{\vec {v_{2}}},\ldots ,{\vec {v_{n}}}\in \mathbb {R^{m}} } são linearmente dependentes.

### Determinante
Quando o número de vectores de um subconjunto de {\displaystyle \mathbb {R^{m}} } for igual ao número de componentes de cada vector ({\displaystyle m}), é possível utilizar o determinante para definir se o conjunto de vectores é linearmente dependente ou não. 
Para realizar uma verificação a partir de um determinante, basta utilizar cada vector do conjunto como sendo uma coluna (ou linha) de uma matriz {\displaystyle M} e, em seguida, calcular seu determinante. Se o resultado for igual a {\displaystyle 0}, então o conjunto de vectores será linearmente dependente. Por outro lado, caso o determinante seja diferente de {\displaystyle 0}, então o conjunto será linearmente independente. O conceito pode ser estendido para o caso de independência linear de colunas de matrizes quadradas.

## Caracterizações de independência linear
Fixe {\displaystyle A\subset \mathbb {R^{n}} }. Então, são equivalentes:
- {\displaystyle A} é linearmente independente.
- O conjunto {\displaystyle A} é um gerador minimal para {\displaystyle {\textrm {Span}}\left\{A\right\}}. Ou seja, se {\displaystyle B\subsetneq A}, então {\displaystyle {\textrm {Span}}\left\{B\right\}\subsetneq {\textrm {Span}}\left\{A\right\}.}
- Sempre que {\displaystyle {\vec {v_{1}}},\ldots ,{\vec {v_{k}}}\in A} são distintos e {\displaystyle \alpha _{1}{\vec {v_{1}}}+\ldots +\alpha _{k}{\vec {v_{k}}}={\vec {0}}}, então {\displaystyle \alpha _{1}=\ldots =\alpha _{k}=0.}
- Toda combinação linear de elementos de {\displaystyle A} é única, no sentido de que se {\displaystyle {\vec {v_{1}}},\ldots ,{\vec {v_{k}}}\in A} são distintos, então

{\displaystyle \alpha _{1}{\vec {v_{1}}}+\ldots +\alpha _{k}{\vec {v_{k}}}=\beta _{1}{\vec {v_{1}}}+\ldots +\beta _{k}{\vec {v_{k}}}}
implica que {\displaystyle \alpha _{1}=\beta _{1},\ldots ,\alpha _{k}=\beta _{k}.}
- Toda combinação linear de elementos de {\displaystyle A} é única, no sentido de que se

{\displaystyle {\vec {v}}=\alpha _{1}{\vec {v_{1}}}+\ldots +\alpha _{k}{\vec {v_{k}}},}
e
{\displaystyle {\vec {v}}=\beta _{1}{\vec {w_{1}}}+\ldots +\beta _{m}{\vec {w_{m}}},}
com todos os {\displaystyle {\vec {v_{1}}},\ldots ,{\vec {v_{k}}}\in A} distintos entre si, todos os {\displaystyle {\vec {w_{1}}},\ldots ,{\vec {w_{m}}}\in A} distintos entre si, e com todos os {\displaystyle \alpha _{1},\ldots ,\alpha _{k}} e {\displaystyle \beta _{1},\ldots ,\beta _{m}} não nulos, então {\displaystyle k=m}, e os índices de {\displaystyle \beta _{j}} e {\displaystyle {\vec {w_{j}}}} podem ser rearranjados de modo que 
{\displaystyle {\begin{array}{c c c}{\vec {v_{1}}}={\vec {w_{1}}}&\;{\textrm {e}}&\;\alpha _{1}=\beta _{1}\\&\vdots \\{\vec {v_{k}}}={\vec {w_{k}}}&\;{\textrm {e}}&\;\alpha _{k}=\beta _{k}.\\\end{array}}}

## Propriedades
- Se {\displaystyle \beta =\left\{{\vec {v_{1}}},{\vec {v_{2}}},\ldots ,{\vec {v_{n}}}\right\}} for uma base de um espaço vectorial {\displaystyle V} e {\displaystyle \alpha =\left\{{\vec {u_{1}}},{\vec {u_{2}}},\ldots ,{\vec {u_{p}}}\right\}} for um conjunto de vectores em {\displaystyle V}, tal que {\displaystyle p>n}, então o conjunto {\displaystyle \alpha } é linearmente dependente.[7]

De fato, como o conjunto {\displaystyle \beta } forma uma base para o espaço vectorial {\displaystyle V}, segue que os vectores de {\displaystyle \beta } são linearmente independentes. Ainda, o número de vectores do conjunto {\displaystyle \beta } é igual à dimensão de {\displaystyle V}. Logo, se {\displaystyle \alpha } é um conjunto do espaço vectorial {\displaystyle V}, sendo que o número de vectores de {\displaystyle \alpha } é maior que o número de vectores de {\displaystyle \beta }, segue que o número de vectores do conjunto {\displaystyle \alpha } será maior que a dimensão de {\displaystyle V}, de modo que tal conjunto será linearmente dependente.
- Seja {\displaystyle S=\left\{v_{1},\ldots ,v_{j}\right\}} um conjunto de dois ou mais vectores. Dizemos que {\displaystyle S} é linearmente dependente se, e somente se, pelo menos um dos vectores de {\displaystyle S} for combinação linear dos demais.[14]

Demonstração:
Vamos mostrar que se pelo menos um dos vectores de {\displaystyle S} for combinação linear dos demais vectores, então {\displaystyle S} é linearmente dependente.
De fato, se {\displaystyle {\vec {v_{j}}}} for uma combinação linear dos outros vectores de {\displaystyle S}, então podemos reordenar os vectores do conjunto, escrevendo {\displaystyle {\vec {v_{j}}}} como
{\displaystyle {\vec {v_{j}}}=k_{1}{\vec {v_{1}}}+\ldots +k_{j-1}{\vec {v_{j-1}}}}
em que {\displaystyle k_{1},\ldots ,k_{j-1}} são constantes que tornam a equação anterior válida. Perceba que é possível subtrair {\displaystyle {\vec {v_{j}}}} em ambos os lados da equação
{\displaystyle {\vec {v_{j}}}-{\vec {v_{j}}}=k_{1}{\vec {v_{1}}}+\ldots +k_{j-1}{\vec {v_{j-1}}}-{\vec {v_{j}}}}
e assim
{\displaystyle {\vec {0}}=k_{1}{\vec {v_{1}}}+\ldots +k_{j-1}{\vec {v_{j-1}}}-{\vec {v_{j}}}}
ou seja,
{\displaystyle {\vec {0}}=k_{1}{\vec {v_{1}}}+\ldots +k_{j-1}{\vec {v_{j-1}}}+(-1){\vec {v_{j}}}.}
Como a equação anterior admite uma constante não nula, ou seja, como a equação
{\displaystyle k_{1}{\vec {v_{1}}}+\ldots +k_{j-1}{\vec {v_{j-1}}}+k_{j}{\vec {v_{j}}}={\vec {0}}}
possui uma solução não trivial, segue pela definição que o conjunto {\displaystyle S} é linearmente dependente.
Agora, vamos verificar que se {\displaystyle S} é linearmente dependente, então pelo menos um dos vectores de {\displaystyle S} será combinação linear dos demais.
Caso {\displaystyle {\vec {v_{1}}}={\vec {0}}}, então a equação
{\displaystyle {\vec {v_{1}}}=k_{2}{\vec {v_{2}}}+\ldots +k_{j}{\vec {v_{j}}}}
admite como solução {\displaystyle k_{2}=\ldots =k_{j}=0} e, portanto, ao menos um dos vectores de {\displaystyle S} pode ser representado como combinação linear dos demais.
Porém, se {\displaystyle {\vec {v_{1}}}\neq {\vec {0}}}, então como {\displaystyle S} é linearmente dependente, existem constantes {\displaystyle k_{1},\ldots ,k_{j}}, não todas nulas que satisfazem
{\displaystyle k_{1}{\vec {v_{1}}}+\ldots +k_{j}{\vec {v_{j}}}={\vec {0}}.}
Suponha que {\displaystyle i} seja o maior índice para o qual {\displaystyle k_{i}\neq 0}. Observe que se {\displaystyle i=1} e  {\displaystyle {\vec {v_{1}}}\neq {\vec {0}}}, teríamos um resultado inválido, pois {\displaystyle {\vec {v_{1}}}={\vec {0}}} seria impossível. Logo {\displaystyle i>1} e, assim,
{\displaystyle k_{1}{\vec {v_{1}}}+\ldots +k_{i}{\vec {v_{i}}}+0{\vec {v_{i+1}}}+\ldots +0{\vec {v_{j}}}={\vec {0}}}
{\displaystyle \Rightarrow k_{1}{\vec {v_{1}}}+\ldots +k_{i}{\vec {v_{i}}}={\vec {0}}}
{\displaystyle \Rightarrow k_{i}{\vec {v_{i}}}=-k_{1}{\vec {v_{1}}}-\ldots -k_{i-1}{\vec {v_{i-1}}}}
{\displaystyle \Rightarrow {\vec {v_{i}}}={\Big (}-{\frac {k_{1}}{k_{i}}}{\Big )}{\vec {v_{1}}}+\ldots +{\Big (}-{\frac {k_{i-1}}{k_{i}}}{\Big )}{\vec {v_{i-1}}}}
ou ainda,
{\displaystyle {\vec {v_{i}}}={\Big (}-{\frac {k_{1}}{k_{i}}}{\Big )}{\vec {v_{1}}}+\ldots +{\Big (}-{\frac {k_{i-1}}{k_{i}}}{\Big )}{\vec {v_{i-1}}}+0{\vec {v_{i+1}}}+\ldots +0{\vec {v_{j}}}}
o que comprova que ao menos um vector do conjunto pode ser escrito como combinação linear dos demais.

## Exemplos

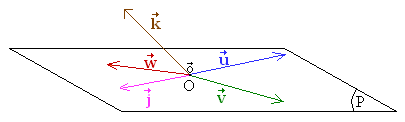
Os vectores e são linearmente dependentes (são paralelos); os vectores e são linearmente independentes (formam uma base para o plano da imagem); os vectores e são linearmente independentes (formam uma base para um espaço vetorial de três dimensões)

- O conjunto vazio é linearmente independente.[16]
- Um conjunto unitário cujo único elemento não é o vector nulo, é linearmente independente.[17]
- Dois vectores de um plano são linearmente dependentes se, e somente se, um for múltiplo do outro (isto é, se são colineares).[14]
- Em {\displaystyle \mathbb {R} ^{3}}:
  - O conjunto {(1,0,0),(0,1,0),(0,0,1)} é linearmente independente.[7]
  - O conjunto {(1,0,0),(1,1,0),(1,1,1)} é linearmente independente.[6]
  - Qualquer subconjunto de {\displaystyle \mathbb {R} ^{3}} com mais de três vectores é linearmente dependente.[9]
  - Três vectores não nulos e não colineares são linearmente dependentes se estiverem contidos em um mesmo plano.[18]
  - Três vectores são linearmente dependentes se, e somente se, o determinante da matriz em que cada vector está disposto em uma linha (ou coluna) for igual a zero.